# Love in a Million Shades
Love in a Million Shades è il quarto album in studio della cantante finlandese Hanna Pakarinen, pubblicato nel 2009.

## Tracce
1. Almost Real
2. Shout It Out Loud
3. When We Hear Hallelujah
4. Liar
5. Rescue Me
6. A Thief That Holds My Heart
7. Love in a Million Shades
8. Make Believe
9. Lover, Friend or Foe
10. Maybe It's a Good Thing